# Elena Camarena

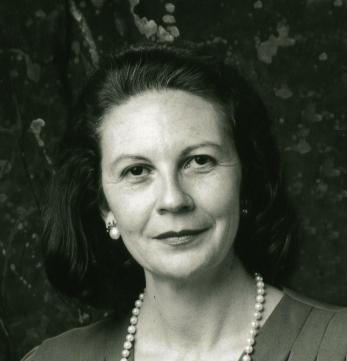
Elena Camarena

Elena Camarena (* im 20. Jahrhundert in Guadalajara, Mexiko) ist eine mexikanisch-deutsche Pianistin. Wiederholte öffentliche Auftritte machten sie schon in ihrer Jugend als herausragendes Talent bekannt.

## Leben
Sie erhielt ihren ersten Klavierunterricht mit fünf Jahren. Mit 18 Jahren erhielt sie ein Stipendium des DAAD, um in Deutschland ihr musikalisches Studium fortzusetzen. An der Musikhochschule des Saarlandes legte sie mit 21 Jahren das Staatsexamen als Diplommusiklehrerin ab. Danach absolvierte sie eine Solistenausbildung an der Folkwanghochschule Essen.
Nach ihrer Ausbildung in der Musiktradition prominenter Vertreter der alten, deutschen Klavierschule, begann ihre Karriere als Solistin und im Klavierduo Camarena-Kessler.
Seit 1973 führten sie Konzertreisen außerhalb Europas nach Asien, Südamerika, Mittel- und Nordamerika, ehemalige UdSSR, mit Aufführungen unter anderem des gesamten Duowerkes von Mozart, Schubert und Brahms. Teilnahme an internationalen Festivals in Russland, Amerika und Deutschland machten sie auch als Pädagogin gefragt.
1984 wurde sie Titularprofessor für Klavier an der Universität Guadalajara, von 1989 bis 1993 war sie Dekan der Fakultät für Musik derselben.
Internationale Schallplattenproduktion bei der Firma Sound - Star Ton und Rundfunksendungen in verschiedenen internationalen und allen deutschen klassischen Radiostationen legen Zeugnis ihrer Interpretationskunst ab.
Zurzeit lebt Elena Camarena in Deutschland, von wo aus sie zu Kursen und Seminaren über pianistische Perfektionierung von verschiedenen Universitäten eingeladen wird. In ihren öffentlichen Auftritten spielt sie ausschließlich Werke von Frédéric Chopin, mit dessen Gesamtwerk sie sich intensiv beschäftigt.